# Vela
Vela je přírodní památka severně od obce Lukov v okrese Zlín. Oblast spravuje Agentura ochrany přírody a krajiny ČR. Nachází se v jižní části Hostýnských vrchů, celek Hostýnsko-vsetínská hornatina, okrsek Lukovská vrchovina na svazích stejnojmenného vrchu. Důvodem ochrany je zbytek čisté bučiny.